# Mark Hamill
Mark Richard Hamill (sinh ngày 25 tháng 9 năm 1951) là một nam diễn viên người Mỹ. Ông được biết đến với vai Luke Skywalker trong loạt phim Star Wars.

## Thời thơ ấu
Hamill sinh ra tại Oakland, California, ông là con trai của Virginia Suzanne (nhũ danh: Johnson) và William Thomas Hamill.

## Đời tư
Vào tháng 12 năm 2017, Hamill trở thành thành viên của Hiệp hội Hóa học Hoàng gia Anh Quốc, tìm hiểu về khoa học là một sở thích của ông từ khi còn nhỏ.

## Danh sách phim

### Điện ảnh
| Năm  | Tên phim       | Vai diễn | Ghi chú    |
| ---- | -------------- | -------- | ---------- |
| 2024 | Robot hoang dã |          | Lồng tiếng |

### Truyền hình
| Năm       | Tên phim                                | Vai diễn              | Ghi chú    |
| --------- | --------------------------------------- | --------------------- | ---------- |
| 2016–2018 | Thợ săn yêu tinh: Truyền thuyết Arcadia | Dictatious Galadrigal | Lồng tiếng |
| 2020      | Pháp sư: Chuyện xứ Arcadia              | Dictatious Galadrigal | Lồng tiếng |